# Kikuchi Keigetsu
Kikuchi Keigetsu (japanisch 菊池  契月; geb. 14. November 1879 in Nakano (Präfektur Nagano); gest. 9. September 1955) war ein japanischer Maler der Nihonga-Richtung während der Meiji-, Taishō- und frühen Shōwa-Zeit. Er war, zusammen mit Nishiyama Suishō, eine der zentralen Figuren der Kunstszene in Kyōto.

## Leben und Werk
Kikuchi Keigetsu, geboren als Hosono Kanji (細野 完爾), studierte Malerei zunächst in seiner Heimat unter Kodama Katei (児玉 果亭: 1841–1913), ging dann aber 1896 nach Kyōto und bildete sich dort unter dem Nanga-Maler Utsumi Kodō (内海 古堂) weiter. Danach besuchte er die Schule des Malers Kikuchi Hōbun (菊池 芳文; 1862–1918), den er sehr verehrte. Dieser erkannte seine Begabung und nahm ihn als Schwiegersohn auf.
Bereits vor der ersten Bunten-Ausstellung stellte Kikuchi aus auf der „Zenkoku kaiga kyōshinkai“ (全国絵画共進会), der „Shin-kobijutsuhin-ten“ (新古美術品展) und bei anderen Gelegenheiten. Dann folgten Bilder auf der Bunten, und in der Taishō-Zeit wurde er gelegentlich als Juror berufen.
Ab der Taishō-Zeit malte Kikuchi auf sehr genauer Vorzeichnung eher weich, Gefühl zeigend und dekorativ. 1922 wurde er von der Stadt Kyōto nach Europa geschickt. In Paris beeindruckten ihn im Louvre die Ewigkeit ausstrahlenden altägyptischen Skulpturen. Auch die Bilder der Spätgotik in Italien mit ihren Glaubensaussagen bewegten ihn. Zurück in Japan setzte er sich 1923 in Nara mit den buddhistischen Bildern der Nara-Zeit auseinander. Auch mit den Yamato-e und Ukiyo-e beschäftigte er sich, um auf den Grundlagen der japanischen Klassik etwas Modernes zu schaffen. Er schuf vorwiegend figürliche Darstellungen.
Ab 1909 war Kikuchi Lehrer in Kyōto an der Städtischen Schule für Kunst und Kunstgewerbe (京都市立美術工芸学校, Kyōto shiritsu bijutsu kōgei gakkō), dann an der Städtischen Hochschule für Malerei (京都市立絵画専門学校, Kyōto shiritsu kaiga semmon gakkō) und wurde 1932 Direktor beider Schulen und war in diesen Positionen und anderweitig bis 1936 aktiv. Er wurde zum Kunstsachverständigen am Kaiserlichen Hof (帝室芸妓員, Teishitsu geiki-in) ernannt und war Mitglied der Akademie der Künste.
1986 gab die japanische Post zwei 60-Yen-Marken mit Motiven aus der Legende zur legendären Insel „Haihateruma“ (南波照間) heraus.

## Bilder

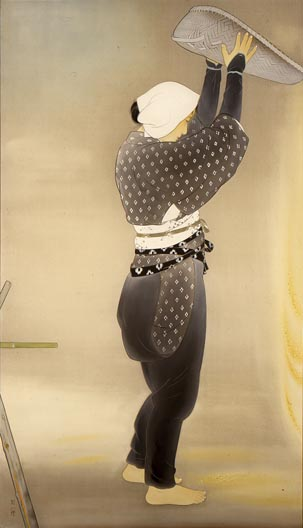
„Weizen schütteln“, 1937
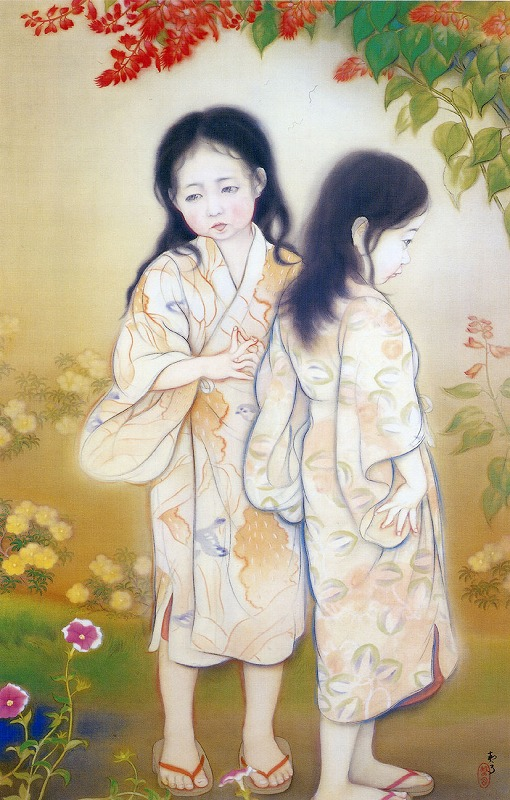
Mädchen, 1920
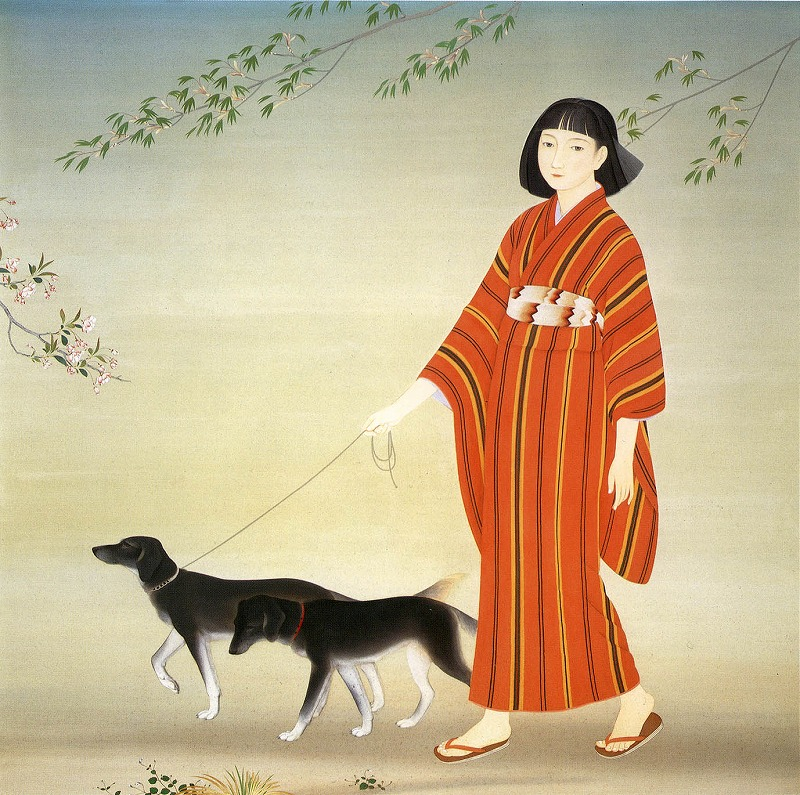
„Spaziergang“, 1934
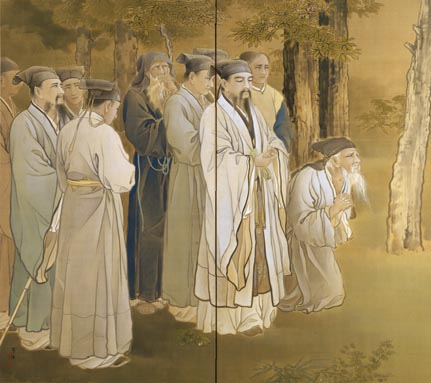
„Am Grab eines Weisen“, 1908
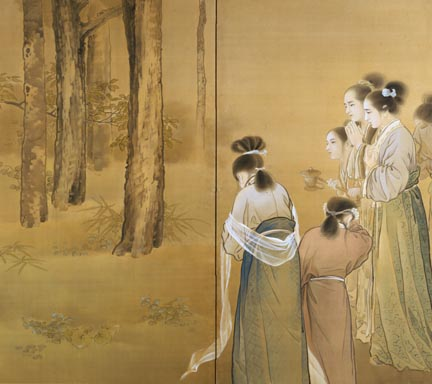
„Am Grab eines Weisen“, 1908
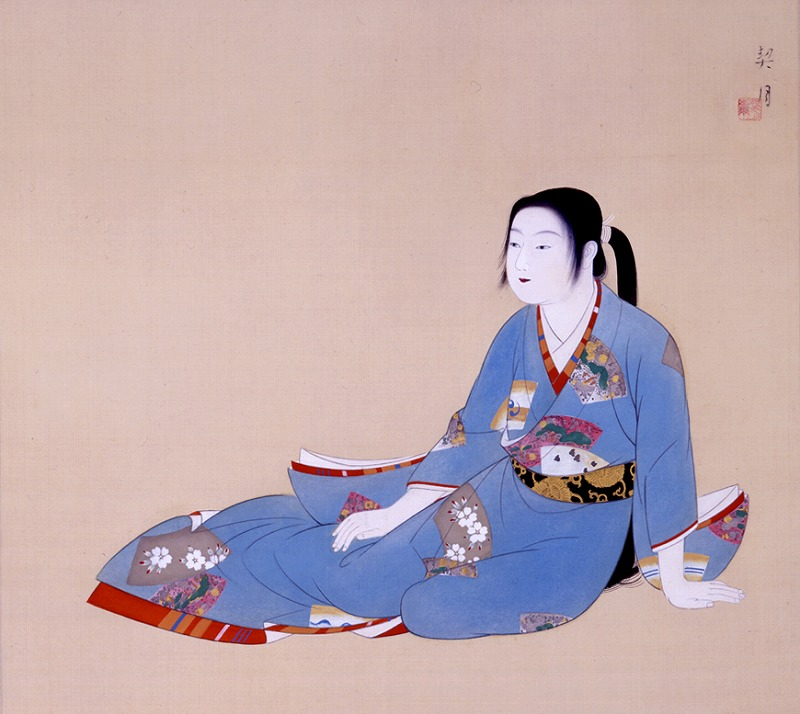
Ruhende Frau, 1939
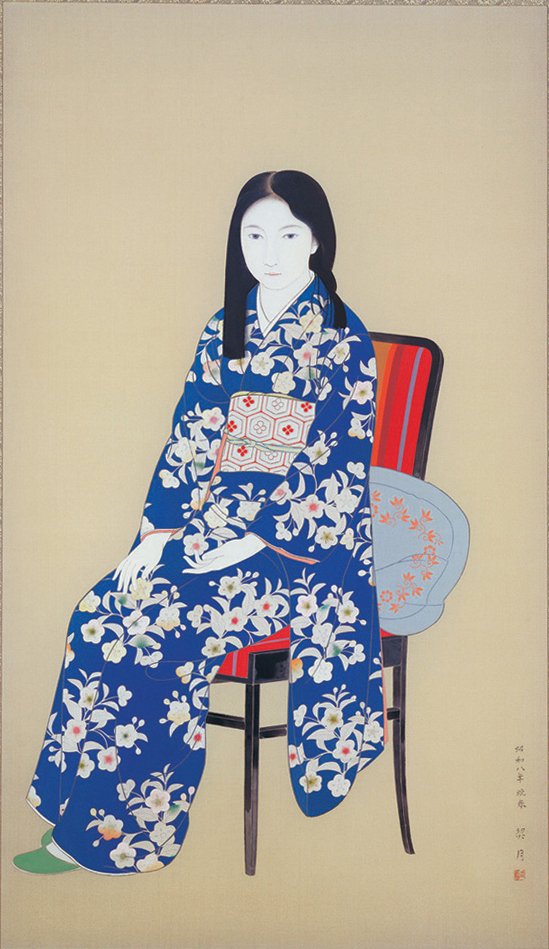
Sitzende
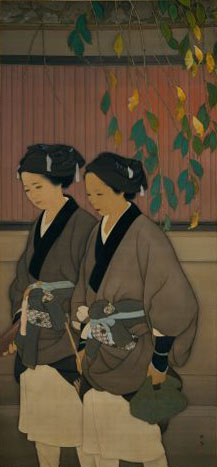
„Abendlicher Heimweg“, 1918, 216×101,5 cm